# Ornitolog (opowieść bizantyńska)
Ornitolog (Pulolὸgos) – XIV-wieczna bizantyńska opowieść zwierzęca
Opowieść poetycka zatytułowana Ornitolog obejmuje 650 nierymowanych wierszy politycznych. Akcja utworu rozgrywa się na weselu syna króla ptaków, orła, na które zaprosił on skrzydlatych pobratymców. W czasie uczty wśród ptaków wybucha kłótnia. Bocian obraża łabędzia, mewa wdaje się w spór z gęsią, brodziec z bażantem. Spór łagodzi orzeł strasząc ptaki interwencją jastrzębia i sokoła. Utwór stanowi celną satyrę na stosunki społeczne w Bizancjum. Zawiera też sporo wiadomości o Frankach, Wołochach, Bułgarach i Turkach.
Ornitolog powstał w początkach XIV stulecia prawdopodobnie w Nicei. Zachował się w 8 wersjach. Najstarszy zachowany rękopis pochodzi z 1461 roku.